# Ferdinand 4. af Toscana
Ferdinand 4. (italiensk: Ferdinando IV) (født 10. juni 1835 i Firenze, død 17. januar 1908 i Salzburg) var den sidste storhertug af Toscana fra 1859 til 1860, hvor storhertugdømmet under Italiens samling blev en del af Kongeriget Italien.

## Forældre
Ferdinand 4. var søn af storhertug Leopold 2. af Toscana og Maria Antonia af Begge Sicilier. Hans far var sønnesøn af kejser Leopold 2. (Tysk-romerske rige). Hans mors forældre var Frans 1. af Begge Sicilier og Maria Isabella af Spanien.